# Herb gminy Stara Kamienica
Herb gminy Stara Kamienica – jeden z symboli gminy Stara Kamienica, ustanowiony 25 czerwca 1990.

## Wygląd i symbolika
Herb przedstawia na tarczy w polu niebieskim mur z bramą i wieżą, zwieńczoną czerwonym dachem.